# Новозеландская подобласть

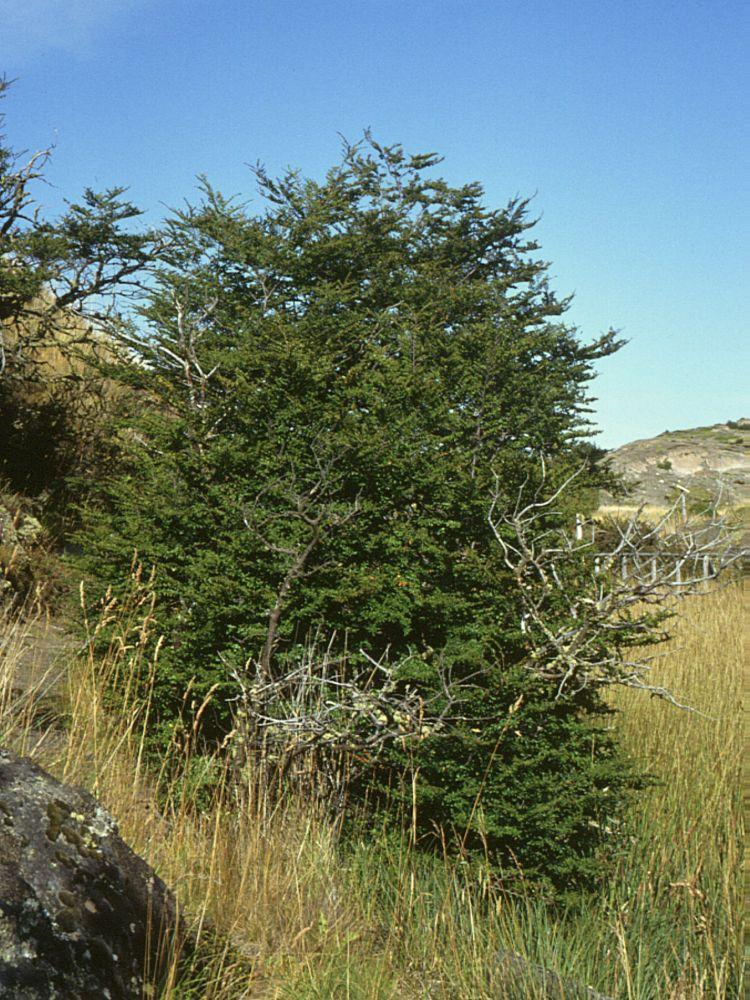
Nothofagus antarctica

Новозеландская подобласть — флористическая и зоогеографическая подобласть Австралийской зоогеографической области суши. В её состав входят острова Новая Зеландия, острова Чатем, Маккуори, Окленд и ряд других, расположенных между 29° и 54° ю. ш..

## Новозеландская подобласть (или область) флористическая
Является древней областью, относимой к палеотропическому флористическому царству.
Флора представлена более чем 1800 видов высших растений, из которых 3/4 видов эндемичны. Эндемичных родов насчитывает около 30. Эндемичные семейства отсутствуют. Присутствуют многие завезённые виды растений.
Среди преобладающих семейств следует отметить сложноцветные (14 % видов), норичниковые, злаки, осоковые, зонтичные, орхидные, лютиковые, мареновые и прочие.
Здесь же произрастает множество различных папоротников, эпифитов и лиан. По количеству видов преобладают роды вероника, целмизия, олеария, крестовник, копросма. Также выделяются выделяются эндемичные древесные породы, принадлежащие к родам нотофагус, подокарпус, дакридиум, филлокладус. Характерны вечнозелёные двудольные деревья, древовидные папоротники, а также своеобразные хвойные

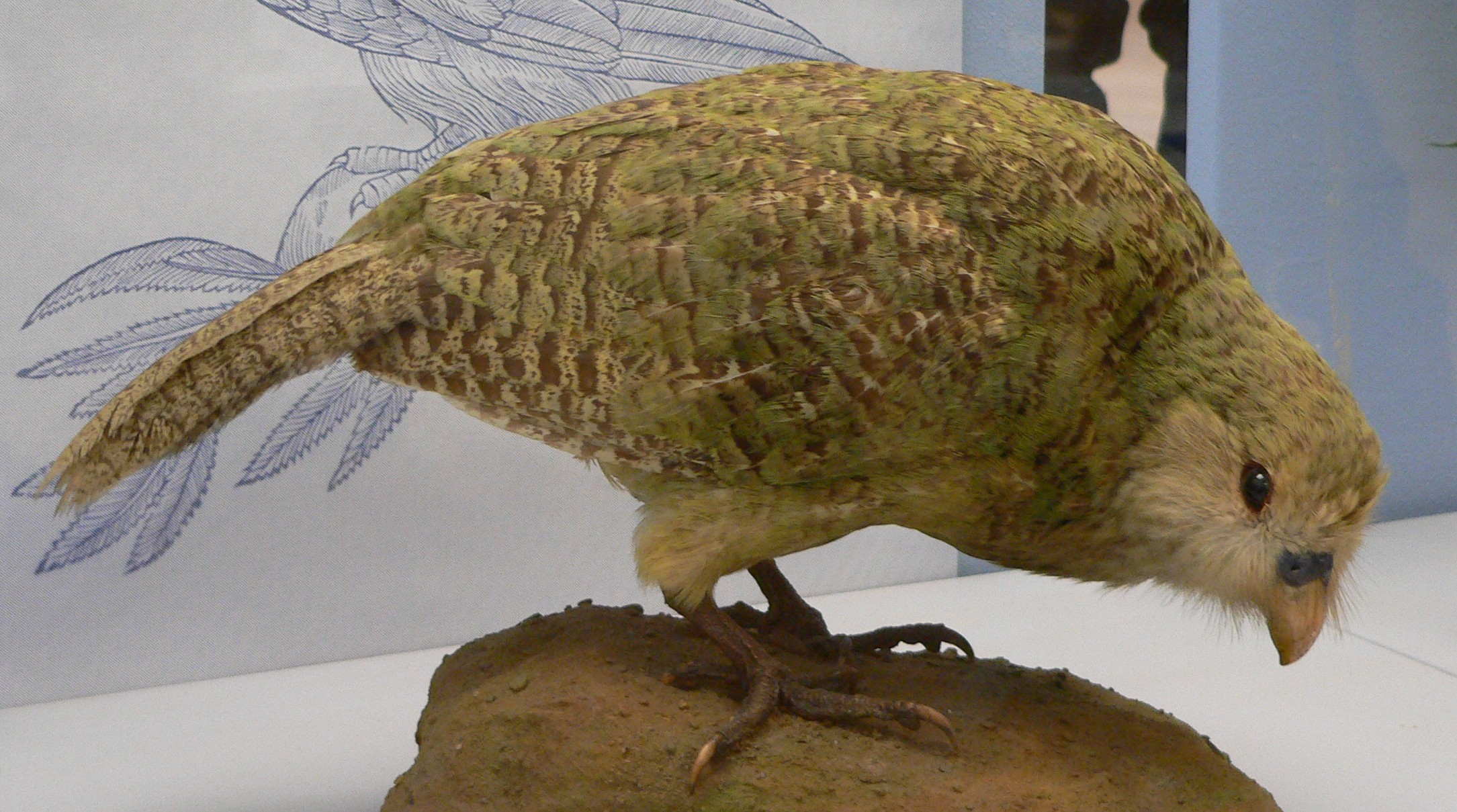
Какапо

## Новозеландская подобласть зоогеографическая
Иногда выделяется как самостоятельная зоогеографическая область. Фауна древняя, относительно бедная, что обусловлено островным характером. Фауна бедна млекопитающими, ряд из которых являются завезёнными (крысы, собаки). Встречаются 2 эндемичных вида летучих мышей. Птицы представлены более чем 200 видами, многие из которых являются эндемиками.
Широко распространены многочисленные морские птицы: бакланы, чайки, пингвины, трубконосые.
Широко распространены различные виды мухоловок, славок, поползней, скворцов, попугай кеа. Из не летающих птиц обитают киви, некоторые пастушковые — пастушок уэка, совиный попугай.
Пресмыкающиеся представлены в том числе эндемичными родами и видами сцинков и гекконов.
Из пресмыкающихся также интересна гаттерия.
Земноводные представлены видами из рода лиопельмы.
Пресноводные рыбы  малочисленны, представлены преимущественно переселенцами из моря: 1 вид угрей, несколько видов семейства Galaxiidae.
Фауна насекомых очень богата. Здесь обитает около 1000 видов бабочек, преимущественно ночных. Из членистоногих полностью отсутствуют скорпионы.
Наземные моллюски многочисленны.